# Moneghetti
Moneghetti är ett distrikt i Monaco.  Moneghetti ligger 99 meter över havet och antalet invånare är 3 000.